# Avro Canada C-102
Die Avro Canada C-102 Jetliner war ein vierstrahliges Verkehrsflugzeug des kanadischen Herstellers Avro Canada. Der Erstflug fand am 10. August 1949 statt, lediglich 13 Tage nach dem der De Havilland DH.106 Comet, welche das weltweit erste Düsenpassagierflugzeug war. Der Jetliner blieb, im Gegensatz zur Comet, weitgehend unbekannt.
Bei der Maschine handelte es sich um einen vierstrahligen Tiefdecker mit einziehbarem Bugradfahrwerk. Die Tragflächen waren ohne Pfeilung. Die Strahltriebwerke waren paarweise auf jeder Seite zusammengefasst und halb in die Tragfläche integriert.
Es wurde nur ein Prototyp des Flugzeuges gebaut. Die Weiterentwicklung wurde zugunsten des Militärflugzeugs Avro Canada CF-100 eingestellt. Der Prototyp wurde schließlich am 13. Dezember 1956 verschrottet. Lediglich der Pilotenkanzel-Bereich des Flugzeuges ist im kanadischen Luftfahrtmuseum in Ottawa der Nachwelt erhalten geblieben.

## Technische Daten
| Kenngröße             | Daten                                                       |
| --------------------- | ----------------------------------------------------------- |
| Passagiere            | 40 (4 Sitze pro Reihe) oder 50 (5 Sitze pro Reihe)          |
| Länge                 | 25,1 m                                                      |
| Spannweite            | 29,9 m                                                      |
| Höhe                  | 8,1 m                                                       |
| Leermasse             | 16.783 kg                                                   |
| Startmasse            | 29.484 kg                                                   |
| Reisegeschwindigkeit  | 676 km/h                                                    |
| Höchstgeschwindigkeit | 805 km/h                                                    |
| Steigleistung         | 677 m/min                                                   |
| Dienstgipfelhöhe      | 12.283 m                                                    |
| Reichweite            | 2.000 km                                                    |
| Triebwerke            | 4 Rolls-Royce Derwent 5 mit je 17,7 kN (3600 lb) Standschub |

## Bildergalerie

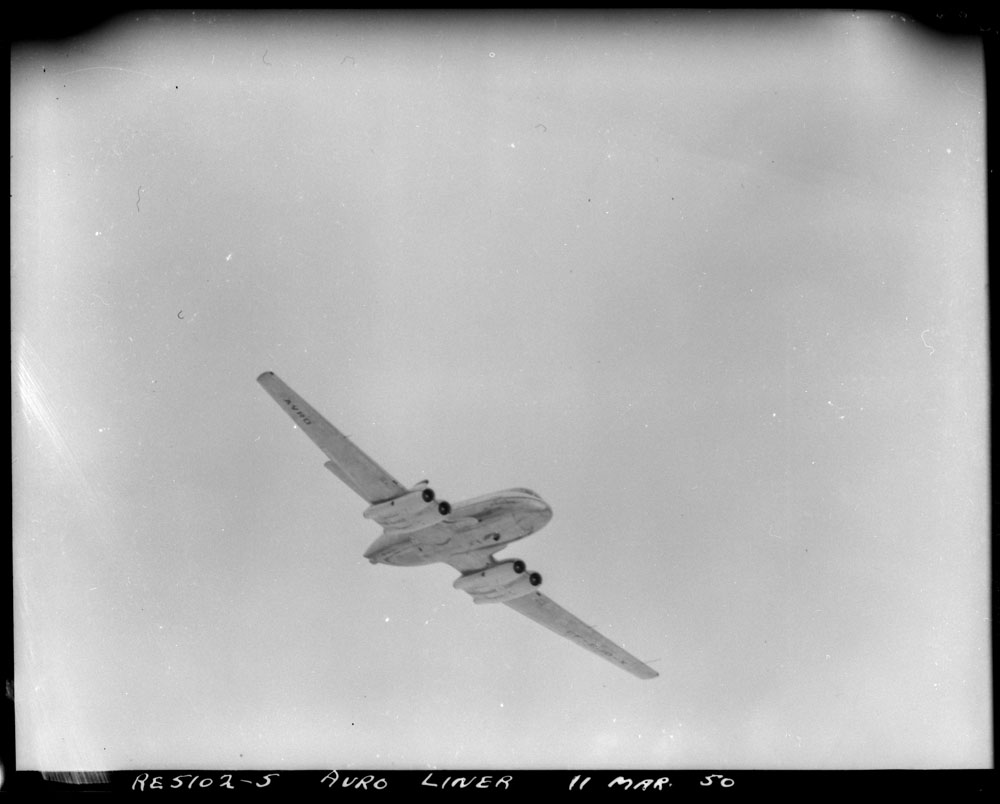
Avro Canada C-102 (1950)
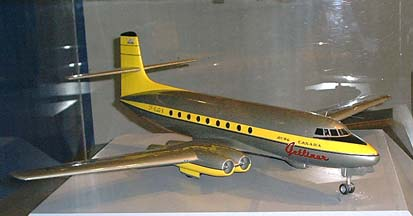
Modell einer Avro Canada C-102
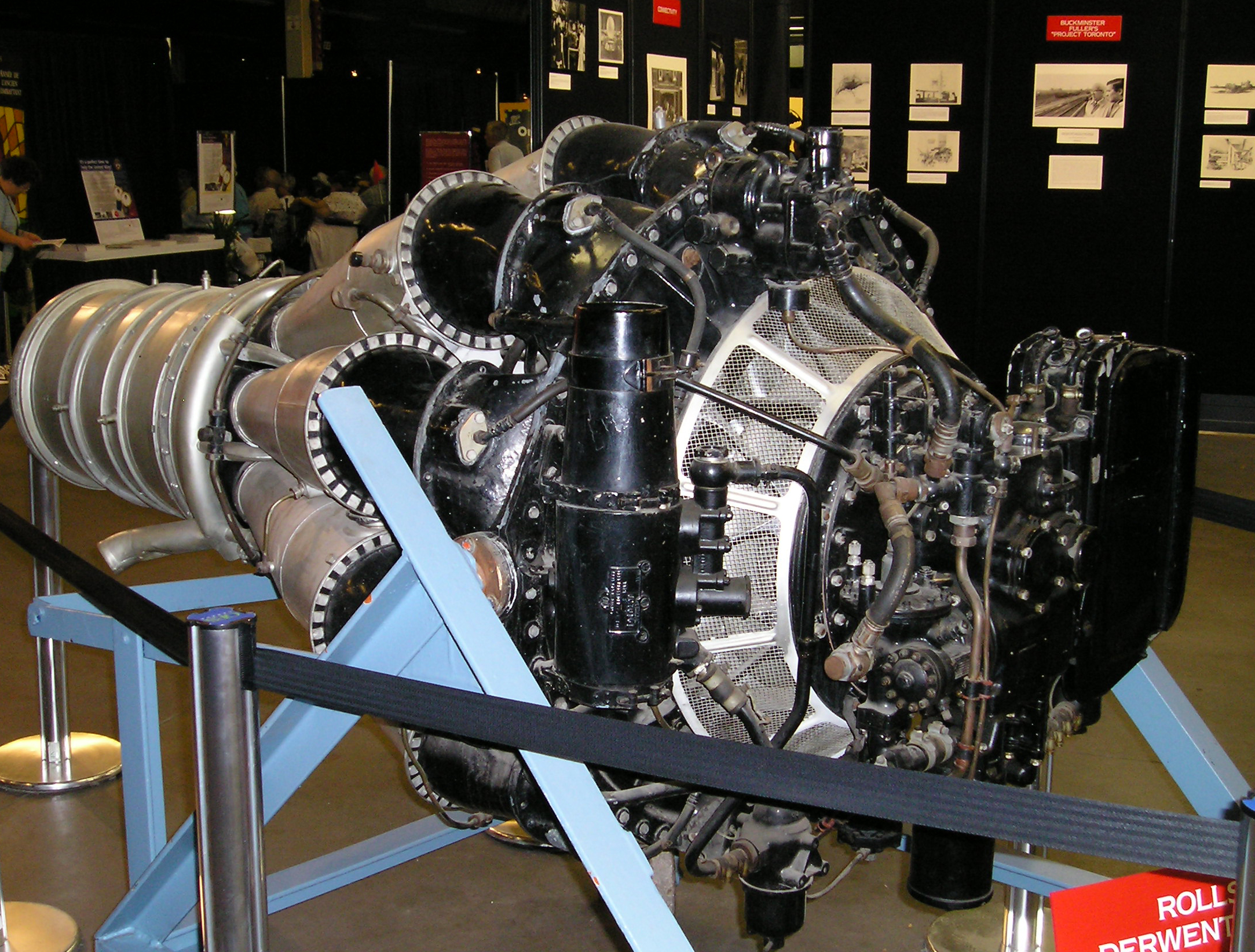
Rolls Royce Derwent